# Епплтон (Мен)
Епплтон (англ. Appleton) — місто (англ. town) в США, в окрузі Нокс штату Мен. Населення — 1411 особа (2020).

## Демографія
Згідно з переписом 2010 року, у місті мешкало 1316 осіб у 545 домогосподарствах у складі 362 родин. Було 646 помешкань
Расовий склад населення:
| - 97,8 % — білих - 0,5 % — чорних або афроамериканців - 0,2 % — азіатів |

До двох чи більше рас належало 1,3 %. Частка іспаномовних становила 0,6 % від усіх жителів.
За віковим діапазоном населення розподілялося таким чином: 23,2 % — особи молодші 18 років, 64,7 % — особи у віці 18—64 років, 12,1 % — особи у віці 65 років та старші. Медіана віку мешканця становила 43,0 року. На 100 осіб жіночої статі у місті припадало 107,2 чоловіків;  на 100 жінок у віці від 18 років та старших — 105,9 чоловіків також старших 18 років.
Середній дохід на одне домашнє господарство  становив 65 117 доларів США (медіана — 52 102), а середній дохід на одну сім'ю — 69 374 долари (медіана — 57 750). Медіана доходів становила 38 542 долари для чоловіків та 41 083 долари для жінок. За межею бідності перебувало 8,5 % осіб, у тому числі 5,5 % дітей у віці до 18 років та 11,7 % осіб у віці 65 років та старших.
Цивільне працевлаштоване населення становило 688 осіб. Основні галузі зайнятості: освіта, охорона здоров'я та соціальна допомога — 23,3 %, виробництво — 12,8 %, роздрібна торгівля — 9,9 %, будівництво — 9,9 %.